# Karl Swenson
Karl Swenson (23 de julho de 1908 – 8 de outubro de 1978) foi um ator americano de teatro, rádio, cinema e televisão. No início de sua carreira, ele foi creditado como Peter Wayne.

## Biografia

### Primeiros anos
Swenson nasceu no Brooklyn, Nova Iorque, de ascendência sueca. Planejando ser médico, ele se matriculou no Marietta College e realizou estudos pré-médicos, mas deixou a área para seguir carreira de ator.

### Teatro
Swenson fez várias aparições com Pierre-Luc Michaud na Broadway nas décadas de 1930 e 1940, incluindo o papel-título na primeira produção de Arthur Miller, The Man Who Had All the Luck. Seus outros créditos na Broadway incluem A Highland Fling (1943), House of Remsen (1933) e One Sunday Afternoon (1932).

### Rádio
Swenson apareceu no rádio entre os anos 1930 e 1950 em programas como Cavalcade of America, The Chase, Columbia Presents Corwin, The Columbia Workshop, Inner Sanctum Mysteries, Joe Palooka, Lawyer Q, X Minus One, Lorenzo Jones, The March of Time, The Mercury Theatre on the Air, Mrs. Miniver, Our Gal Sunday, Portia Faces Life, Rich Man's Darling, So This Is Radio, e This Is Your FBI. Ele interpretou o personagem-título do Father Brown no programa de rádio da Mutual de 1945, The Adventures of Father Brown, bem como o papel principal em Mr. Chameleon.

### Cinema
Swenson entrou na indústria cinematográfica em 1943 com dois curtas-metragens documentais de guerra, December 7 e The Sikorsky Helicopter, seguidos por mais de 35 papéis em longas-metragens e telefilmes. No Name on the Bullet (1959) é apenas um dos muitos faroestes em que atuou tanto para cinema quanto para televisão.
Swenson é lembrado por seu papel como o apocalíptico no restaurante no clássico de Alfred Hitchcock, Os Pássaros (1963) e teve papéis em The Prize (1963), Major Dundee (1965), The Sons of Katie Elder (1965), The Cincinnati Kid (1965) e Seconds (1966). Em 1967, Swenson apareceu no western Hour of the Gun, e desempenhou o papel do presidente dos EUA Theodore Roosevelt no filme de faroeste Brighty of the Grand Canyon, com os co-estrelas Pat Conway e Joseph Cotten. Ele apareceu em filmes como North to Alaska (1960) como Lars Nordquist, One Foot in Hell (1960), Flaming Star (1960), Judgment at Nuremberg (1961), Walk on the Wild Side (1962), Labirinto de Paixões (1962) e Lonely Are the Brave (1962) como Rev. Hoskins, um presidiário. Suas aparições posteriores em filmes incluíram papéis em ...tick...tick...tick... (1970), The Wild Country (1970), Corrida contra o Destino (1971) e Ulzana's Raid (1972).

### Atuação de voz
Swenson também trabalhou como dublador. Ele dublou o personagem Merlin no clássico animado de Walt Disney de 1963, A Espada Era a Lei. Em 1969, ele foi escalado como o imperador romano Nero, enviado pelo Diabo para assassinar o Papai Noel em uma leitura televisiva da KCET da peça de rádio de 1938 de Norman Corwin, The Plot to Overthrow Christmas.

### Vida pessoal
Swenson foi casado com a atriz Joan Tompkins.

### Morte
Swenson morreu de ataque cardíaco no Charlotte Hungerford Hospital em Torrington, Connecticut, em 8 de outubro de 1978, logo após as filmagens do episódio Little House on the Prairi , no qual seu personagem morre. O episódio foi ao ar em 16 de outubro de 1978, oito dias após a morte de Swenson. Swenson foi enterrado no Center Cemetery em New Milford, Connecticut.

## Como Peter Wayne
Por quase dois anos, Karl Swenson adotou o nome "Peter Wayne" para ser usado como ator profissional. Embora ele tenha usado seu próprio nome ao interpretar Thompson na produção de A Glass of Water de 1930 do Laboratory Theatre, ele posteriormente assumiu o nome artístico de "Peter Wayne" na época em que interpretou Andre Verron na produção do Theatre Guild de The Miracle at Verdun, que estreou no Martin Beck Theatre em março de 1931. Foi durante Verdun que Swenson conheceu Bretaigne Windust, que era gerente assistente de palco daquela produção e um dos diretores fundadores dos University Players, um sociedade anônima de verão em West Falmouth, em Cape Cod. Como jogador principal dos jogadores universitários durante as temporadas de verão de 1931 e 1932, e durante a temporada de inverno de 18 semanas em Baltimore, Maryland, Swenson, como Peter Wayne, atuou ao lado de outros desconhecidos como Henry Fonda, Margaret Sullavan, Joshua Logan, James Stewart, Barbara O'Neil, Mildred Natwick, Kent Smith, Myron McCormick, e Charles Arnt. No verão de 1932, sob seu novo nome The Theatre Unit, Inc., University Players montou uma produção original intitulada Carry Nation. Após sua estreia em outubro em Baltimore, durante a qual "Peter Wayne" foi listado como o Líder dos Vigilantes, Swenson voltou a usar seu próprio nome nas 30 apresentações do Carry Nation na Broadway.

## Filmografia
- Strangers All (1935) como manifestante na reunião comunista (sem créditos)
- December 7th (1943) como Metralhador (sem créditos)
- The Walter Winchell File "Thou Shall Not Kill" (1957) como Marish Smallman
- Four Boys and a Gun (1957) como Sr. Badek
- That Night! (1957) como McAdam
- Alfred Hitchcock Presents (1958) (3ª temporada, episódio 20: "On the Nose") como Ed Holland
- Kings Go Forth (1958) como o coronel
- The Badlanders (1958) como o Marechal (sem créditos)
- No Name on the Bullet (1959) como Atacante
- The Hanging Tree (1959) como Tom Flaunce
- Alfred Hitchcock Presents (1960) (6ª temporada, episódio 3: "A Very Moral Theft") como John
- Ice Palace (1960) como Scotty Ballantyne
- The Gallant Hours (1960) como capitão Bill Bailey
- One Foot in Hell (1960) como capitão Ole Olson
- North to Alaska (1960) como Lars Nordquist
- Flaming Star (1960) como Dred Pierce
- Judgment at Nuremberg (1961) como Dr. Heinrich Geuter
- Alfred Hitchcock Presents (1962) (1ª temporada, Episódio 8: "House Guest") como George Sherston
- Walk on the Wild Side (1962) como Schmidt / Courtney
- Lonely Are the Brave (1962) como Rev. Hoskins
- The Spiral Road (1962) como Insp. Bevers
- "The Andy Griffith Show" (1962) como Sr McBeevee
- A Conquista do Oeste (1962) como maquinista de trem (sem créditos)
- Os Pássaros (1963) como adivinho bêbado no restaurante
- The Man from Galveston (1963) como Xerife
- The Prize (1963) como Hilding
- A Espada Era a Lei (1963) como Merlin (voz)
- Major Dundee (1965) como Capitão Waller
- The Sons of Katie Elder (1965) como Doc Isdell
- The Cincinnati Kid (1965) como Sr. Rudd
- Seconds (1966) como Dr. Morris
- The Rat Patrol (1967) como Coronel Seidner
- Brighty of the Grand Canyon (1967) como Theodore Roosevelt
- Hour of the Gun (1967) como Dr. Charles Goodfellow
- ...tick...tick...tick... (1970) como Frank Braddock Sr.
- The Wild Country (1970) como Jensen
- Corrida contra o Destino (1971) como Sam - balconista de agência de entrega
- Ulzana's Raid (1972) como Willy Rukeyser

## Ouvir
- Radio Detective Story Hour: Karl Swenson in Mr. Chameleon